# (3765) Texereau
(3765) Texereau (1982 SU1) – planetoida z pasa głównego asteroid okrążająca Słońce w ciągu 4,8 lat w średniej odległości 2,84 j.a. Odkrył ją Koichiro Tomita 16 września 1982.